# Touchino
Touchino (en russe : Ту́шино) est une ville de Russie, qui fut annexée en 1960 par la ville de Moscou. La rivière Skhodnia s'écoule dans la partie Est de la ville.
Depuis 1991, son ancien territoire est divisé en trois districts municipaux dépendant du district administratif nord-ouest de la capitale : Severnoïe Touchino, Ioujnoïe Touchino et Pokrovskoïe-Strechnevo.
Touchino abrite plusieurs usines de construction de matériel spatial pour les fusées Soyouz.